# Biljana Topić
Biljana Topić (serbisch-kyrillisch Биљана Топић; * 17. Oktober 1977 in Šabac) ist eine serbische Dreispringerin.
Topić, die für den Verein AK Partizan Belgrad startet, gab erst spät ihr Debüt bei internationalen Wettbewerben. Bei den Leichtathletik-Hallenweltmeisterschaften 2008 in Valencia schied sie als Zwölfte in der Qualifikation aus. Kurz darauf nahm sie an den Olympischen Spielen 2008 in Peking in der Disziplin Dreisprung teil, konnte sich aber nicht fürs Finale qualifizieren. Im Juni 2008 verbesserte sie in Novi Sad den Landesrekord im Dreisprung der Frauen auf 14,36 m. Bei den Leichtathletik-Weltmeisterschaften 2009 in Berlin steigerte sie diesen Rekord auf 14,52 m und verpasste zudem am Ende die Medaillenränge nur knapp und erreichte Platz vier.
2008 und 2009 wurde Topić Serbische Meisterin im Dreisprung.